# Composto policíclico

Colesterol, outro produto natural de terpeno, em particular, um esteroide, uma classe de moléculas tetracíclicas

No campo da química orgânica, um composto policíclico é um composto orgânico com vários anéis fechados de átomos, principalmente carbono. Essas subestruturas de anel incluem cicloalcanos, aromáticos e outros tipos de anel. Eles vêm em tamanhos de três átomos e para cima, e em combinações de ligações que incluem amarração (como em bifenilos), fusão (borda a borda, como antraceno e esteroides), por meio de um único átomo (como em compostos espiro ), compostos em ponte e longifoleno. 

## Etimologia
Embora  poli, literalmente,  signifique "muitos", existe alguma latitude na determinação de quantos anéis devem ser considerados policíclicos; muitos anéis menores são descritos por prefixos específicos (por exemplo, bicíclicos, tricíclicos, tetracíclicos etc.) e, embora possa se referir a eles, o termo do título é usado com mais especificidade quando esses nomes e prefixos alternativos não estão disponíveis.

## Tipos
Em geral, o termo policíclico inclui compostos aromáticos policíclicos, incluindo hidrocarbonetos aromáticos policíclicos, bem como compostos aromáticos heterocíclicos com anéis múltiplos (onde compostos heterocíclicos são aromáticos quando contêm enxofre, nitrogênio, oxigênio ou outros átomos não-carbono em seus anéis em adição ao carbono).